# جيمس ويليام ديني
جيمس ويليام ديني هو محامي وسياسي أمريكي، ولد في 20 نوفمبر 1838 في مقاطعة فريدريك في الولايات المتحدة، وتوفي في 12 أبريل 1923 في بالتيمور في الولايات المتحدة. نشط حزبياً في الحزب الديمقراطي. وقد انتخب عضو مجلس النواب لولاية ماريلند ‏ وانتخب عضو مجلس النواب الأمريكي ‏.